# La Gioconda (film 1916)
La Gioconda è un film del 1916 diretto da Eleuterio Rodolfi.